# Idioma wik-mungkan
El idioma wik-mungkan, o Wik-Mungknh, es una lengua pama hablada en la parte norte de la Península del Cabo York, en Queensland, Australia, por alrededor de 1.650 personas del pueblo Wik-Mungkan, y pueblos relacionados, incluido el dialecto Wik-Ngatharr, el idioma Wik-Ngathan, o el idioma kugu nganhcara. El wik mungkan es más saludable que la mayoría de los demás idiomas de la península y se está desarrollando y absorbiendo otros idiomas aborígenes muy rápidamente.
Dixon pensó que había un dialecto Wik-Iiyanh, pero resultó ser el mismo que el  Wik-Iiyanh dialecto del Kugu Nganhcara.
El idioma inglés ha tomado prestada al menos una palabra de Wik-Mungkan, que para el taipan, una especie de serpiente venenosa nativa de la región.
En 1962, Marie Godfrey y Barbara Sayers del Instituto Lingüístico de Verano (SIL) comenzaron el trabajo lingüístico y de traducción en el idioma Wik-Mungkan en Aurukun. Comenzaron un archivo de diccionario y lo ampliaron durante varios años. Su trabajo fue continuado y ampliado por otros miembros de SIL, a saber, Christine Kilham y Ann Eckert y finalmente fue publicado por SIL/AAB como Diccionario y libro de consulta del idioma Wik-Mungkan. El diccionario ha sido publicado en línea por AuSIL como Wik Mungkan-English Interactive Dictionary.

## Fonología

### Vocales
|         | Anterior | Central | Posterior |
| ------- | -------- | ------- | --------- |
| Cerrada | i        |         | u         |
| Media   | e        |         | o         |
| Abierta |          | a       |           |

### Consonantes
|             | Periférica | Periférica | Laminal | Laminal  | Apical | Glotal |
| Labial      | Velar      | Palatal    | Dental  | Alveolar |        | Glotal |
| ----------- | ---------- | ---------- | ------- | -------- | ------ | ------ |
| Oclusiva    | p          | k          | c (ch)  | t̪ (th)   | t      | ʔ (')  |
| Nasal       | m          | ŋ (ng)     | ɲ (ny)  | n̪ (nh)   | n      |        |
| Lateral     |            |            |         |          | l      |        |
| Rótica      |            |            |         |          | r      |        |
| Aproximante | w          |            | j       |          | (ɹ)    |        |

/ɹ/ does not appear frequently, only in some words. The same symbol for /r/ is used.